# Sinoxylon marseuli
Sinoxylon marseuli es una especie de escarabajo del género Sinoxylon, familia Bostrichidae. Fue descrita científicamente por Lesne en 1895.
Se distribuye por Asia. Habita en India, Indonesia, Malasia y Vietnam. Mide 4-5 milímetros de longitud.